# Magic!
Magic! (ook geschreven als MAGIC!) is een Canadese pop- en reggaeband. In 2013 verscheen de debuutsingle, Rude, van het debuutalbum Don't kill the magic, dat wereldwijd verscheen op 30 juni 2014. De band heeft een platencontract met Sony Music Entertainment en werkt ook samen met Latium Entertainment - RCA Records in de Verenigde Staten.

## Carrière
Alle leden van de band komen uit het gebied rond Toronto. Voordat Magic! was opgericht, vormde de zanger, Nasri, verschillende andere popgroepen, en schreef daar ook liedjes voor. Hij was vooral bekend samen met Adam Messinger als The Messengers. In de studio ontmoette hij Mark Pellizzer en in een week tijd schreven ze het nummer Don't judge me voor Chris Brown. Een paar weken later, toen Pellizzer een reggaestuk op zijn gitaar speelde, besloten ze om een band te beginnen, een soort hedendaagse The Police.
De debuutsingle Rude was een groot internationaal succes: hij bereikte in veel landen de top 10 en werd een nummer 1-hit in de Verenigde Staten en het Verenigd Koninkrijk. In de Nederlandse Single Top 100 bereikte de single de vijfde plaats en in de Vlaamse Ultratop 50 de 37ste plaats. Het album Don't kill the magic bereikte de top 10 van de Amerikaanse en Canadese albumlijsten. Verdere hits bleven uit.
Magic! heeft ook gewerkt aan het nummer Cut me deep van Shakira op haar gelijknamige album. Ook was de groep met het nummer This is our time te horen op het verzamelalbum One Love, One Rhythm ter gelegenheid van het wereldkampioenschap voetbal in 2014.

## Discografie

### Albums
| Album met eventuele hitnotering(en) in de Nederlandse Album Top 100 | Datum van verschijnen | Datum van binnenkomst | Hoogste positie | Aantal weken | Opmerkingen |
| ------------------------------------------------------------------- | --------------------- | --------------------- | --------------- | ------------ | ----------- |
| Don't kill the magic                                                | 30-06-2014            | -                     |                 |              |             |
| Primary colours                                                     | 01-07-2016            | -                     |                 |              |             |
| Expectations                                                        | 07-09-2018            | -                     |                 |              |             |

### Singles
| Single met eventuele hitnotering(en) in de Nederlandse Top 40 | Datum van verschijnen | Datum van binnenkomst | Hoogste positie | Aantal weken | Opmerkingen                              |
| ------------------------------------------------------------- | --------------------- | --------------------- | --------------- | ------------ | ---------------------------------------- |
| Rude                                                          | 11-10-2013            | 19-07-2014            | 3               | 22           | Nr. 5 in de Single Top 100 / Alarmschijf |
| No way no                                                     | 2014                  | 11-06-2015            | tip4            | -            |                                          |
| Sun goes down                                                 | 2015                  | 22-08-2015            | tip3            | -            | met David Guetta, Showtek & Sonny Wilson |

| Single met hitnotering(en) in de Vlaamse Ultratop 50 | Datum van verschijnen | Datum van binnenkomst | Hoogste positie | Aantal weken | Opmerkingen                              |
| ---------------------------------------------------- | --------------------- | --------------------- | --------------- | ------------ | ---------------------------------------- |
| Rude                                                 | 2013                  | 24-05-2014            | 37              | 14           | Nr. 11 in de Radio 2 Top 30              |
| Sun goes down                                        | 2015                  | 15-08-2015            | tip16           | -            | met David Guetta, Showtek & Sonny Wilson |